# (2945) Zanstra
(2945) Zanstra es un asteroide que forma parte del cinturón de asteroides y fue descubierto por Hendrik van Gent desde la Estación meridional de Leiden, en Johannesburgo, República Sudafricana, el 28 de septiembre de 1935.

## Designación y nombre
Zanstra se designó inicialmente como 1935 ST1.
Más adelante, en 1991, fue nombrado en honor del astrónomo neerlandés Herman Zanstra (1894-1972).

## Características orbitales
Zanstra orbita a una distancia media de 2,669 ua del Sol, pudiendo acercarse hasta 2,299 ua y alejarse hasta 3,039 ua. Tiene una inclinación orbital de 2,626 grados y una excentricidad de 0,1387. Emplea en completar una órbita alrededor del Sol 1593 días.

## Características físicas
La magnitud absoluta de Zanstra es 12,6. Tiene un diámetro de 21,12 km y un periodo de rotación de 10,05 horas. Su albedo se estima en 0,0522.